# Belsdorf
Belsdorf là một đô thị ở huyện Börde thuộc bang Sachsen-Anhalt, nước Đức. Đô thị Belsdorf có diện tích 9,94 km², dân số thời điểm ngày 31 tháng 12 năm 2006 là 196 người.